# Linjärt separabel
Två mängder, A och B, bägge delmängder av ett linjärt rum X, sägs vara linjärt separabla om det finns ett affint delrum som delar X i två delar så att A tillhör den ena delen och B den andra.